# 5094 Seryozha
5094 Seryozha eller 1982 UT6 är en asteroid i huvudbältet som upptäcktes den 20 oktober 1982 av den rysk-sovjetiska astronomen Ljudmila Karatjkina vid Krims astrofysiska observatorium på Krim. Den är uppkallad efter den ryske fysikern Sergej Kapitsa.
Den tillhör asteroidgruppen Koronis.